# Fallablemma
Fallablemma är ett släkte av spindlar. Fallablemma ingår i familjen Tetrablemmidae.
Kladogram enligt Catalogue of Life:
| Fallablemma | \| \| Fallablemma castaneum \| \| \| \| \| \| Fallablemma greenei \| \| \| \| |
|             | \| \| Fallablemma castaneum \| \| \| \| \| \| Fallablemma greenei \| \| \| \| |
|             | Ablemma                                                                       |
|             |                                                                               |
|             | Afroblemma                                                                    |
|             |                                                                               |
|             | Anansia                                                                       |
|             |                                                                               |
|             | Bacillemma                                                                    |
|             |                                                                               |
|             | Borneomma                                                                     |
|             |                                                                               |
|             | Brignoliella                                                                  |
|             |                                                                               |
|             | Caraimatta                                                                    |
|             |                                                                               |
|             | Choiroblemma                                                                  |
|             |                                                                               |
|             | Cuangoblemma                                                                  |
|             |                                                                               |
|             | Gunasekara                                                                    |
|             |                                                                               |
|             | Hexablemma                                                                    |
|             |                                                                               |
|             | Indicoblemma                                                                  |
|             |                                                                               |
|             | Lamania                                                                       |
|             |                                                                               |
|             | Maijana                                                                       |
|             |                                                                               |
|             | Mariblemma                                                                    |
|             |                                                                               |
|             | Matta                                                                         |
|             |                                                                               |
|             | Micromatta                                                                    |
|             |                                                                               |
|             | Monoblemma                                                                    |
|             |                                                                               |
|             | Paculla                                                                       |
|             |                                                                               |
|             | Pahanga                                                                       |
|             |                                                                               |
|             | Perania                                                                       |
|             |                                                                               |
|             | Rhinoblemma                                                                   |
|             |                                                                               |
|             | Sabahya                                                                       |
|             |                                                                               |
|             | Shearella                                                                     |
|             |                                                                               |
|             | Singalangia                                                                   |
|             |                                                                               |
|             | Singaporemma                                                                  |
|             |                                                                               |
|             | Sulaimania                                                                    |
|             |                                                                               |
|             | Tetrablemma                                                                   |
|             |                                                                               |
|             | Fallablemma castaneum                                                         |
|             |                                                                               |
|             | Fallablemma greenei                                                           |
|             |                                                                               |

|  | Fallablemma castaneum |
|  |                       |
|  | Fallablemma greenei   |
|  |                       |